# Granite Glacier
Der Granite Glacier (englisch für Granitgletscher) ist ein schmaler Gletscher an der Danco-Küste im Westen des Grahamlands auf der Antarktischen Halbinsel. Er fließt vom Mount Guterch zur Leith Cove, einer Nebenbucht des Paradise Harbour.
Polnische Wissenschaftler benannten ihn 1999 nach dem Granit, aus dem die den Gletscher umgebenden Berge bestehen.